# Husassistenter i dag
Husassistenter i dag er en dansk dokumentarfilm fra 1985 instrueret af Ib Makwarth efter eget manuskript.

## Handling
Engang hed de tjenestepiger, i dag er de husassistenter. Husligt Arbejderforbunds opbygning og funktion forklares, og filmen følger husassistenternes arbejde på et amtsplejehjem. De gør rent, laver mad, vasker op og hjælper beboerne på stedet.